# Klokočevec Samoborski
Klokočevec Samoborski is een plaats in de gemeente Samobor in de Kroatische provincie Zagreb. De plaats telt 403 inwoners (2001).